# میلتون (ویسکانسین)
میلتون، ویسکانسین  (به انگلیسی: Milton) شهری در شهرستان راک ایالت ویسکانسین است که در سال ۱۹۶۹ بنیان‌گذاری شده‌است. این شهر طبق سرشماری سال ۲۰۱۰ میلادی ۵٬۵۴۶ نفر جمعیت داشته‌است.